# Saint-Germain-du-Salembre
Saint-Germain-du-Salembre är en kommun i departementet Dordogne i regionen Nouvelle-Aquitaine i sydvästra Frankrike. Kommunen ligger i kantonen Neuvic som tillhör arrondissementet Périgueux. År 2022 hade Saint-Germain-du-Salembre 906 invånare.

## Befolkningsutveckling
Antalet invånare i kommunen Saint-Germain-du-Salembre
Referens:INSEE